# Franz Schmidt (Scharfrichter)

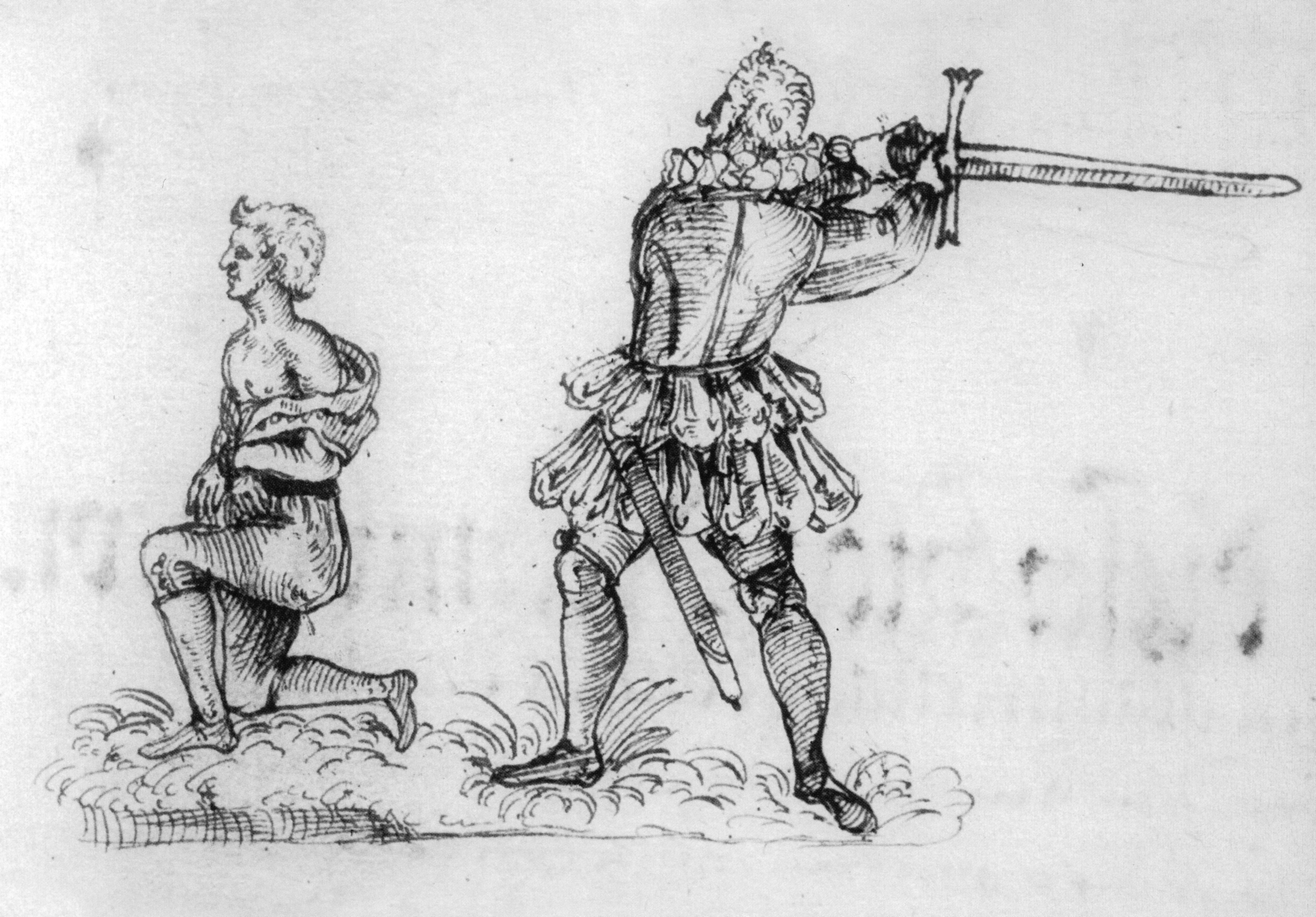
Franz Schmidt bei der Hinrichtung von Hans Fröschel, 1591. Diese Zeichnung aus Gerichtsunterlagen ist die einzige verlässliche Darstellung des Scharfrichters.

Franz Schmidt (* um 1555 in Hof; begraben am 14. Juni 1634 in Nürnberg), auch Meister Franz genannt, war ein deutscher Scharfrichter.

## Leben
Franz Schmidt wurde vermutlich im Jahr 1555 in Hof als Sohn des später in Bamberg tätigen Scharfrichters Heinrich Schmidt geboren. Heinrich, der ursprünglich Vogelfänger war, wurde im Jahr 1553 nach einer alten Regel, nach der die Obrigkeit einen Menschen nach Gutdünken zum Henker bestimmen konnte, ausgewählt.
Von 1573 bis April 1578 war Franz Schmidt Scharfrichter in der Gegend von Bamberg und vom 1. Mai 1578 bis Ende 1617 Scharfrichter in Nürnberg. Am 7. Dezember 1579 heiratete er Maria Beck (auch: Peck) († 1600), mit der er sieben Kinder hatte, von denen ihn zwei Töchter und zwei Söhne überlebten. Schmidt wohnte mit Maria und den Kindern im Henkerhaus Nürnberg. Seine mit einem Epitaph geschmückte Grabstelle auf dem Nürnberger St.-Rochus-Friedhof ist erhalten geblieben. Das Epitaph wurde 2022 durch Hilfe und Sammlung der Nürnbergerin Melanie Kuhn saniert.

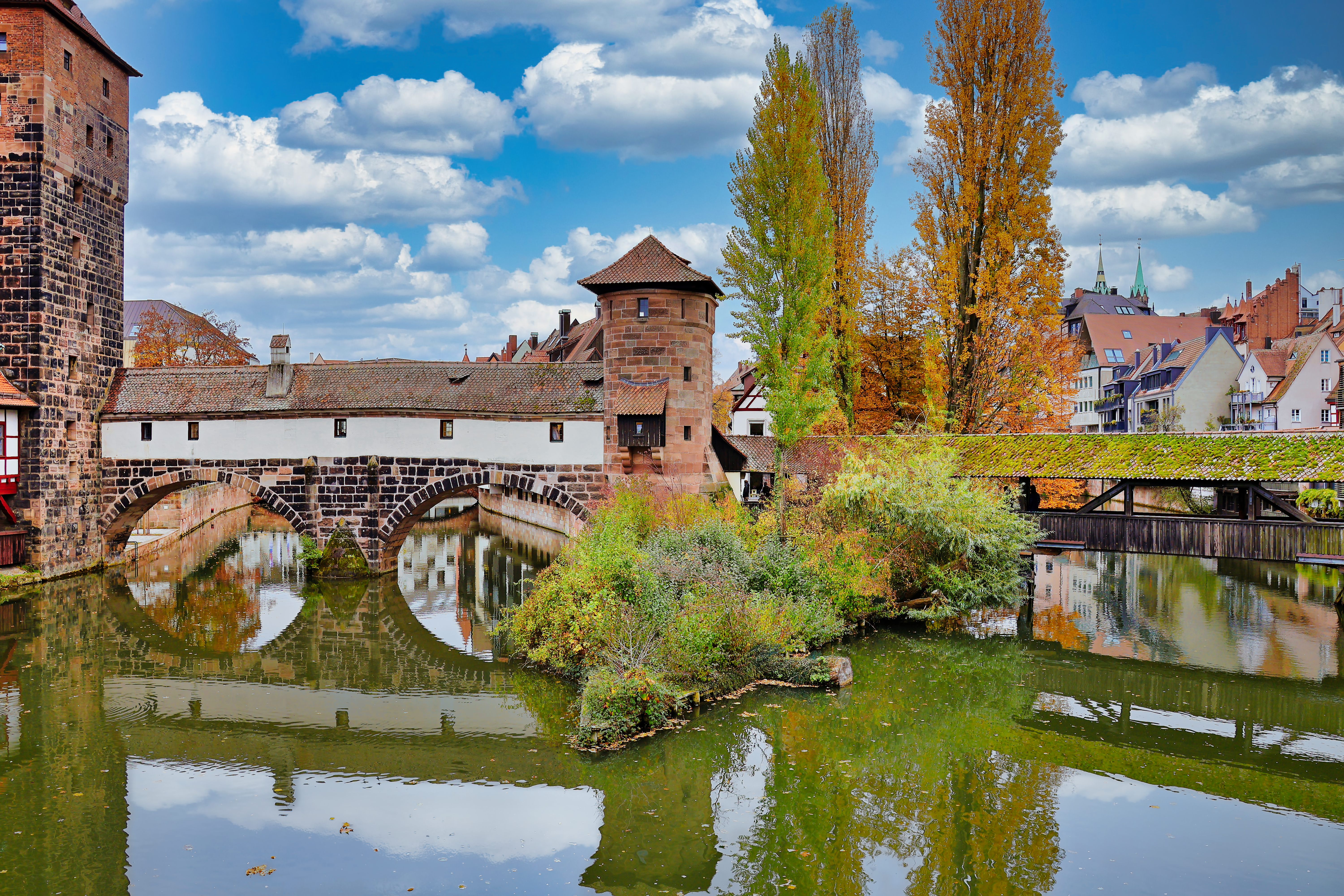
Der Henkerturm (Mitte) mit dem Henkersteg (rechts) und der Henkerbrücke mit Fachwerk und Satteldach (links).

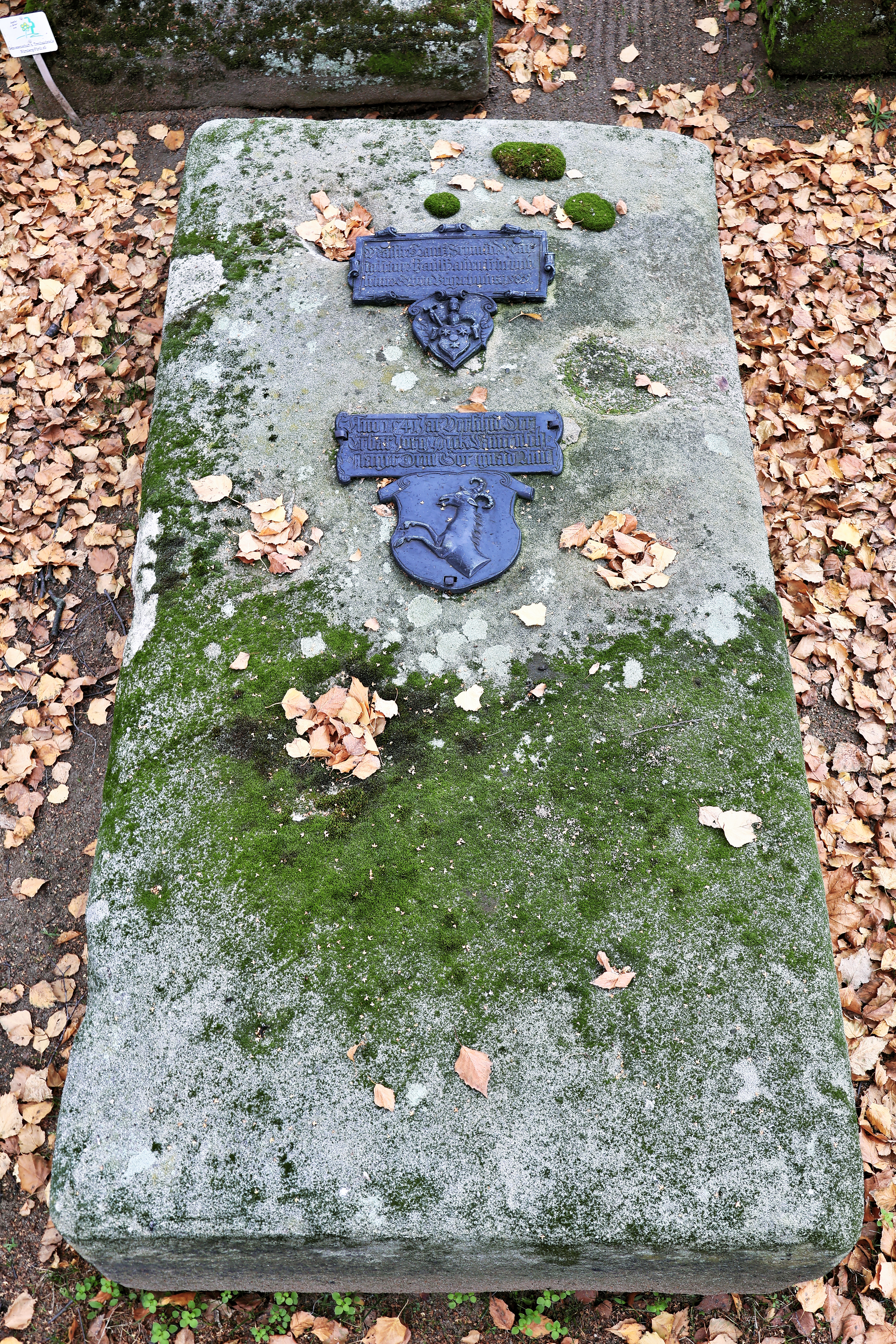
Grabstelle auf dem Nürnberger Rochus-Friedhof (2024)

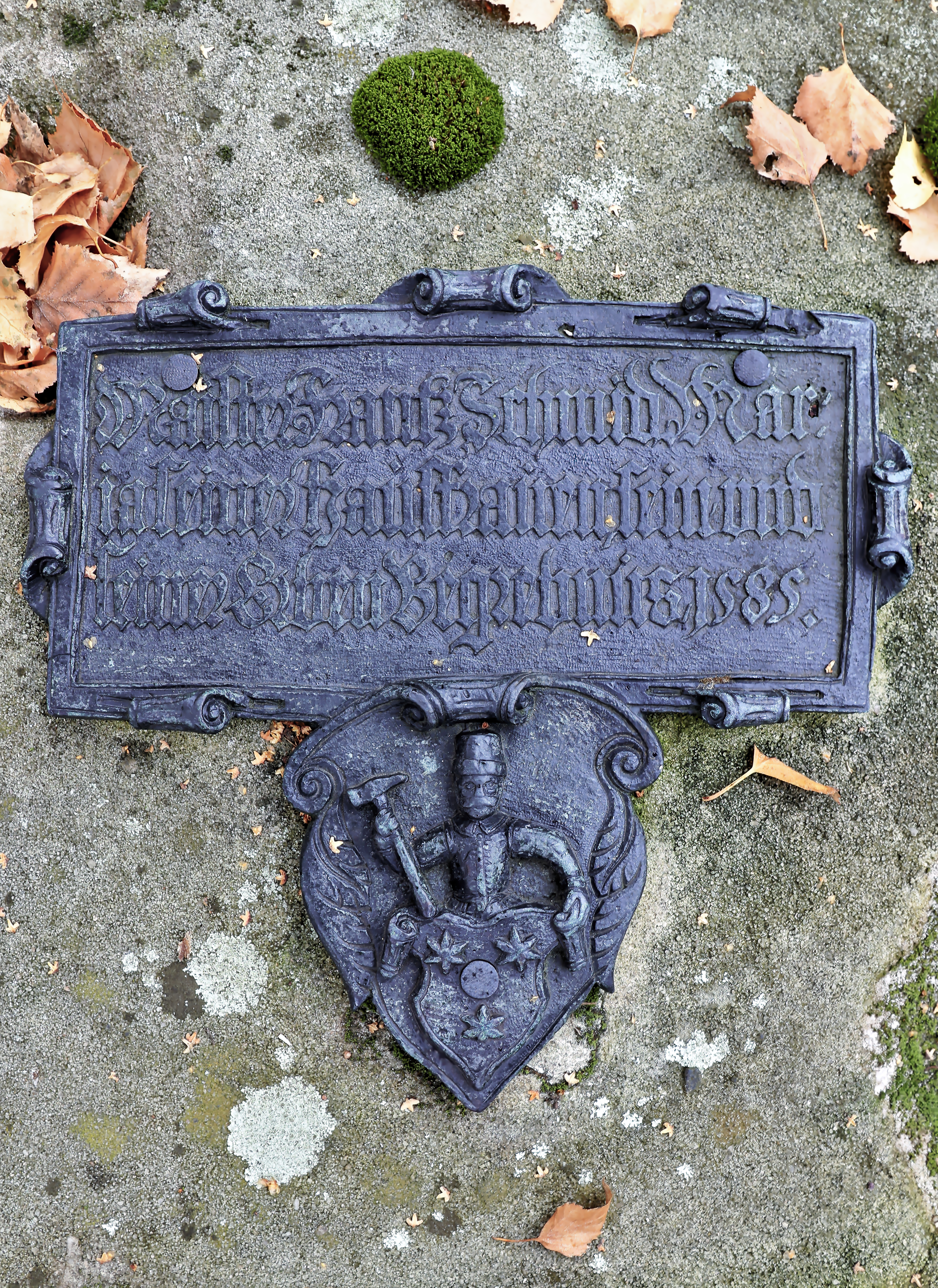
Epitaph von Franz Schmidt und seiner Familie (2024)

Schmidt setzte alles daran, den Makel seines unehrlichen Berufs abzustreifen und seine Familie von der mit dem Scharfrichteramt verbundenen gesellschaftlichen Ächtung zu befreien. So erwarb er 1593 das Nürnberger Bürgerrecht und betätigte sich (wie viele Scharfrichter) zusätzlich auf medizinischem Gebiet, zugunsten dessen er 1617 seinen Dienst aufgab. Am 12. September 1624 sprach Kaiser Ferdinand II. ihn ehrlich, nachdem er in einem Brief um eine förmliche Wiederherstellung der Familienehre gebeten hatte.
Von 1573 bis 1617 führte Franz Schmidt ein detailliertes Verzeichnis der von ihm vollzogenen Strafen, das 361 Hinrichtungen und 345 Leibstrafen (mit Ruten ausstreichen, Ohren abschneiden, Finger abschlagen) umfasst. Die einzelnen Einträge enthalten Datum, Ort und Methode der Exekution, Name, Herkunft und Stand des Verurteilten und – in späteren Jahren ausführlicher als in den früheren Angaben – Schilderungen der dem Urteil zugrunde liegenden Verbrechen.
Meister Franz vollzog Exekutionen mit dem Strang, dem Schwert, dem Rad, dem Feuer und durch das Wasser. Dabei war das Rädern den Fällen schwerster Gewaltkriminalität vorbehalten, Verbrennungen vollzog Meister Franz in seiner gesamten Berufslaufbahn nur zweimal (homosexuelle Unzucht und Falschmünzerei), und das Ertränken – in der Carolina für Kindsmord eigentlich vorgeschrieben – wurde im Nürnberg Schmidts, nicht zuletzt auf seine und die Intervention einiger Geistlicher hin, regelmäßig gnadenhalber in die Schwertstrafe verwandelt.
Das auch als „Tagebuch“ bezeichnete Verzeichnis ist einzigartig als Quelle der Rechts- und Sozialgeschichte. Die Originalhandschrift ist nicht erhalten, doch existieren mehrere Abschriften aus dem 17. und 18. Jahrhundert, die verschiedenen (zum Teil kommentierten) Druckausgaben zugrunde gelegt worden sind. Die erste Ausgabe erschien 1801.

## Dokumentarfilm
- Ein Tag in Nürnberg 1593. (= Ein Tag in … Staffel 4, Folge 1). 52 Min. Regie: Arne Peisker, Sigrun Laste. Deutschland 2024.[6][7]